# Русинска гркокатоличка црква Светог Николе у Руском Крстуру
Гркокатоличка црква Светог Николе у Руском Крстуру (рсн. Грекокатолїцка церква Святого Миколая у Руским Керестуре) је гркокатоличка црква у Руском Крстуру, која је 2018. године постала катедрална црква новоустановљене Крстурске гркокатоличке епархије. Подигнута је 1784. године, a данашњи изглед је добила у обнови 1836. године, што потврђује натпис изнад северног портала. Представља непокретно културно добро као споменик културе од великог значаја.

## Историја
Црква је посвећена Преносу моштију Светог оца Николаја, изграђена је у духу класицизма као једнобродна грађевина са полукружном олтарском апсидом на истоку и високим звоником који се уздиже над западном фасадом, ослањајући се на четири ниска и масивна ступца међусобно повезана луцима. Црква је дугачка 42 метра а широка 13,30 метара. Дебљина зидова је 1,50 метара. На месту уобичајеном за певничке апсиде, 1906. године пробијени су зидови да би се доградиле једноспратне сакристије правоугаоних основа, одвојене од простора наоса лучним отворима. Главни портал је укомпонован у полукружно завршени трем, знатно нижи од висине брода. Богата резбарија иконостасне преграде рад је Аксентија Марковића из 1791. године. За сликану декорацију ангажован је три године касније Арсеније Теодоровић, који је такође аутор представа на певницама и архијерејском трону. Зидну декорацију осликао је 1936. године Миленко Ђурић. 
Црквена звона су однесена из цркве за време Првог светског рата. Нова звона су набављена 1922. године. Највеће звоно има 1500 килограма и названо је по светом Петру. Следеће по величини звоно носи име светог Георгија и има 850 килограма, потом св. Никола 400 килограма, св Јован 200 килограма и звоно које се зове св. Михајло, 100 килограма.
Између 1961–1963. године обављена је рестаурација иконостаса. Конзерваторски радови су изведени 1972. године.
Почевши од 2003. године, Руски Крстур је био центар гркокатоличког апостолског егзархата, који је 2018. године уздигнут на степен Крстурске епархије, чиме је црква Светог Николе постала катедрала (саборна црква).
Налази се под заштитом Републике Србије, као споменик културе од великог значаја.